# 勒格尼茨河
53°19′5.25″N 10°56′56.75″E / 53.3181250°N 10.9490972°E

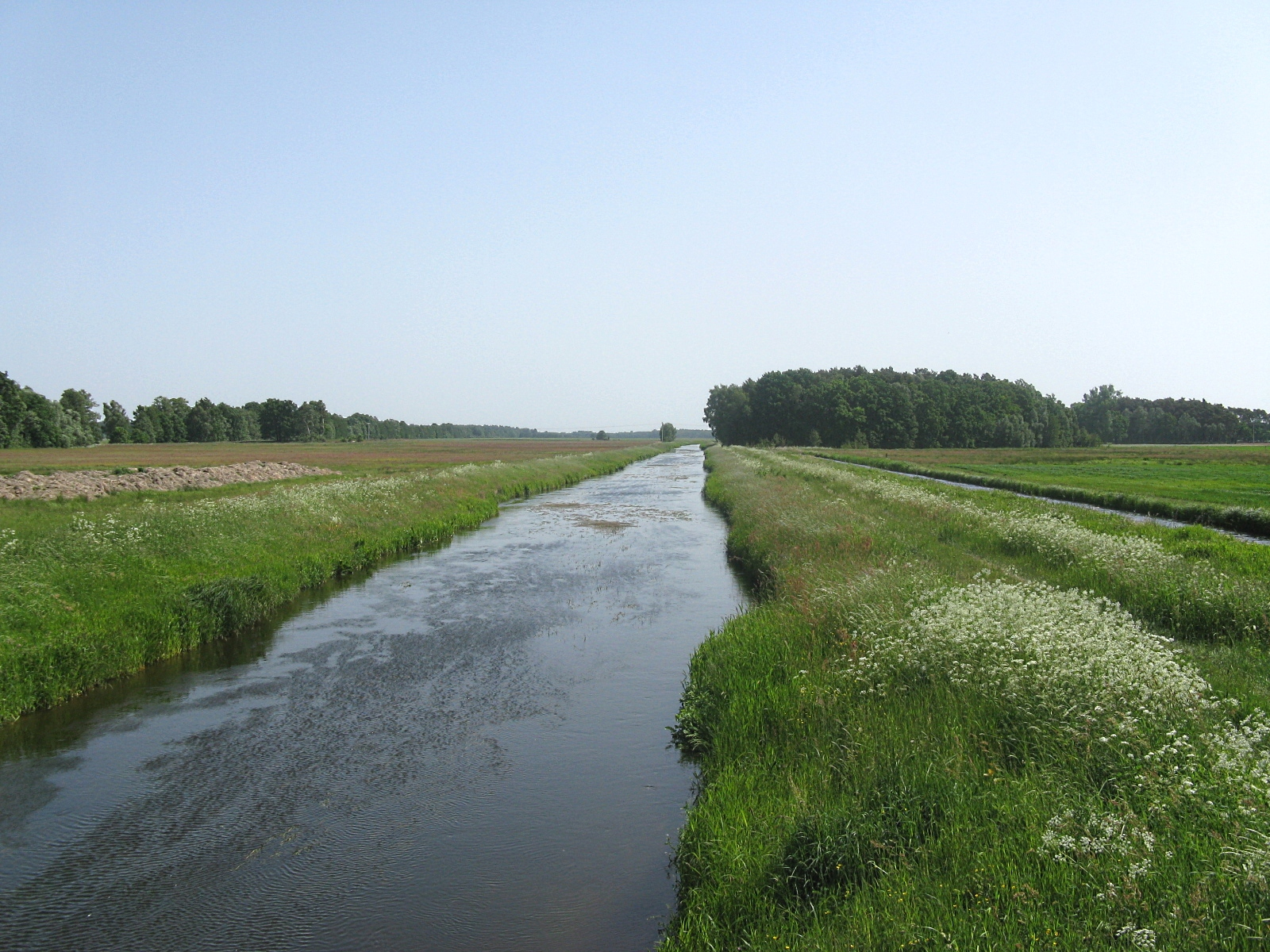
勒格尼茨河

勒格尼茨河（德語：Rögnitz），是德國的河流，位於該國東北部，由梅克倫堡-前波美拉尼亞州負責管轄，屬於蘇德河的左支流，河道全長52公里，河口處在阿姆特諾伊豪斯。